# Karl von Wallmenich
Karl von Wallmenich (* 1854 in Landshut; gest. 9. September 1929 in München) war ein bayerischer Oberst, Heimatforscher und deutscher Schriftsteller.

## Leben

### Familie
Von Wallmenich war Sohn des gleichnamigen Präsidenten des Oberlandesgericht Bamberg, Karl von Wallmenich (* 1816 in Augsburg; gest. 31. August 1895 in Bamberg). Sein Großvater, der Geheime Rat Anselm Franz von Wallmenich, wurde 1813 in den erblichen bayerischen Adelsstand erhoben. Seine ältere Schwester war die Oberin Clementine von Wallmenich.

### Militärische Karriere
Er besuchte die Königliche Studien- und Erziehungs-Anstalt in Neuburg an der Donau. Er trat 1871 in das Königlich Bayerisches 3. Infanterie-Regiment „Prinz Karl von Bayern“ der bayerischen Armee in Augsburg ein und wurde dort am 29. Oktober 1873 zum Leutnant befördert. Er diente 1883 im Königlich Bayerisches 5. Infanterie-Regiment „Großherzog Ernst Ludwig von Hessen“. Er war im Besitz eines japanischen Ordens. Er diente als Major beim Königlich Bayerisches Infanterie-Leib-Regiment, dann als Oberstleutnant und Bataillonskommandeur im Königlich Bayerischen 1. Infanterie-Regiment „König“ und meldete sich dann im Zuge des Ausbruchs des Boxeraufstands zum Ostasiatischen Expeditionskorps. Er diente beim Stabe des 4. Ostasiatischen-Infanterie-Regiment während der Niederschlagung des Boxeraufstandes. Nach dem Gefecht am Antsul-Pass geriet er mit einer Abteilung von 33 Mann in einen Hinterhalt chinesischer Truppen, wonach er sich nur nach schweren Verlusten zurückziehen konnte.  Wegen seiner Verdienste wurde er dafür von Kaiser Wilhelm II. mit dem Königlichen Kronen-Orden III. Klasse mit Schwertern ausgezeichnet. Er kehrte am 26. Juni als Transportführer der Palatia mit 300 Kranken und der Leiche des Diplomaten Clemens von Ketteler nach Deutschland zurück.
Zurück in Deutschland wurde er nach Ausscheiden aus dem Expeditionskorps als Oberstleutnant beim Stabes des Königlich-Bayerischen 5. Infanterie-Regiment wieder angestellt. Nach Beförderung zum Oberst am 15. Oktober 1902 führte er gleichzeitig zuletzt das Königlich Bayerisches 22. Infanterie-Regiment „Fürst Wilhelm von Hohenzollern“. Im Dezember 1902 wurde er mit dem Ehrenkreuz des großherzoglich hessischen Phillipsordens ausgezeichnet. Er schied 1903 mit gleichzeitiger Erlaubnis zum Tragen der Uniform aus der Armee aus. Er beteiligte sich im Ruhestand als Heimatforscher und schrieb Beiträge für die Allgemeine Zeitung.

### Ehrungen
1955 wurde die Wallmenichstraße in München wegen seiner Verdienste um die bayerische Heimatsgeschichtsforschung nach ihm benannt.

## Werke

### Schriften
- Der Oberländer Aufstand 1705 und die Sendlinger Schlacht. Lüneburg, 1906
- Auf Nachsuchen. Kleine ergötzliche Geschichte über die Lage der verabschiedeten Offiziere in Bayern. 1910[16]
- Das Sendlinger Bauerndenkmal von 1911 und die Auer Zimmerleute von 1705. 1911
- Akten zur Geschichte des bairischen Bauernaufstandes 1705/06. (mit Sigmund von Riezler)

### Zeitungsbeiträge
- Die Ungarnschlacht auf dem Lechfelde, in Allgemeine Zeitung. 1907[17]
- Französische Wehrkraft in deutscher Auffassung, in Allgemeine Zeitung. 1907[18]